# Triergau
Triergau (lat.: pagus treverensis) war eine mittelalterliche Gaugrafschaft, die als Verwaltungsbezirk das rechte Saar- und Moselufer von Merzig bis Wintrich und anschließendem Hochwald umfasste.

## Geschichte
König Ludwig das Kind gab in einer Urkunde vom 9. September 902 dem Trierer Erzbischof Radbod den Triergau in Besitz und verlieh ihm volle gräfliche Gewalt über dieses Territorium. Aus dem Triergau entstand der spätere Kurstaat Trier.

## Orte
Hauptort und Verwaltungssitz des Triergaus war die Stadt Trier.
Ein Hauptbezirk des Triergaues war im Talbereich der Ruwer die Ruwerhundertschaft
mit den Orten
Kell,
Ober- und Niederzerf mit Heddert und Greimerath,
Hentern, Lampaden,
Krettnach,
Pluwig,
Osburg, Thomm, Waldrach,
Ollmuth und Kasel.

## Grafen
Grafen im Triergau waren:
- Arbogast, 472
- Adelard, 853 u. 80
- Odacer, 898
- Wigerich, 899 bezeugt, † vor 919, 902 Graf im Triergau, 909 Graf im Bidgau, 19. Januar 916 Pfalzgraf von Lothringen, begraben in der Abtei Hastière;